# 臺灣新竹地方法院
24°48′44″N 121°01′09″E / 24.8121°N 121.0191°E
臺灣新竹地方法院，是中華民國的三級法院之一，位於新竹縣竹北市，屬於普通法院，通常又被簡稱為新竹地方法院、新竹地院或竹院。

## 沿革
本院的前身可追溯至台灣日治時期，1895年日本開始統治台灣，1896年，台灣改行民政，總督府以律令第一號公布「台灣總督府法院條例」，調整法院組織，依該條例於同年7月15日成立新竹地方法院，按當時之行政區劃，係管轄臺北縣新竹支廳（約當今桃園市、新竹縣、新竹市）之司法事務。次年（1897年）11月15日，同時依該條例成立的苗栗地方法院被以總督府府令廢止，相關業務併入本院。
- 1898年7月19日，總督府改正「臺灣總督府法院條例」，廢止高等法院，並將全台地方法院整併為三座，本院縮編為臺北地方法院新竹出張所，隸屬於臺北地方法院。出張所原亦從事審判，惟1909年10月25日新竹出張所被撤銷，縮編為登記所，僅受理不動產登記事項，不著手審判事務，直至1919年1月7日恢復為出張所，並恢復審判事務。

- 1919年8月8日，台灣司法制度再度改革，出張所於斯時再改名為臺北地方法院新竹支部，管轄範圍包括今桃園市、新竹縣、新竹市及苗栗縣一帶，當時辦公地點為新竹市表町一丁目三十番地，該址即今址所在地。

- 1938年5月4日，新竹支部再度升格復名為新竹地方法院，與新竹州廳並列為當時新竹地區的兩大機關。

- 1945年，日本戰敗，二次大戰結束，國府接收台灣，台灣高等法院指派時任本院判官（法官）的陳明清暫代院長，並辦理接收事宜，12月29日接收完成後，正式將新竹地方法院之全稱改為今名臺灣新竹地方法院，轄區仍舊與日治時期相同。

- 1973年6月16日，桃園地方法院成立，今桃園市部分，改隸新成立的法院。

- 1997年1月9日，苗栗地方法院成立，今苗栗縣部分，改隸新成立的法院。至此，本院管轄範圍僅包括新竹縣市至今。

- 2017年7月24日，搬遷至竹北新辦公廳舍，原址轉作新竹簡易庭，原竹北簡易庭轉作少年輔導大樓[2]。

## 歷任院長
| 任別     | 姓名   | 任期                           |
| 院長     | 院長   | 院長                           |
| -------- | ------ | ------------------------------ |
| 代理院長 | 陳明清 | 1945年12月29日～1946年3月6日   |
| 第1任    | 歐陽漢 | 1946年3月6日～1949年7月1日     |
| 第2任    | 朱士烈 | 1949年7月1日～1950年10月16日   |
| 第3任    | 陳宗皋 | 1950年10月16日～1958年1月27日  |
| 第4任    | 曹偉修 | 1958年1月27日～1963年2月14日   |
| 第5任    | 洪壽南 | 1963年2月14日～1965年9月20日   |
| 第6任    | 吳樹立 | 1965年9月20日～1970年9月7日    |
| 第7任    | 田濟棨 | 1970年9月7日～1976年8月19日    |
| 第8任    | 王瑞林 | 1976年8月19日～1980年4月25日   |
| 第9任    | 李志青 | 1980年4月25日～1985年8月1日    |
| 第10任   | 管國維 | 1985年8月1日～1987年5月15日    |
| 第11任   | 黃金瑞 | 1987年5月15日～1990年3月8日    |
| 第12任   | 顧仰萱 | 1990年3月8日～1991年2月25日    |
| 第13任   | 王玉成 | 1991年2月26日～1993年10月6日   |
| 第14任   | 陳丁坤 | 1993年10月6日～1996年2月9日    |
| 第15任   | 黃 文  | 1996年2月10日～1997年12月29日  |
| 第16任   | 黃一鑫 | 1997年12月29日～1999年3月18日  |
| 第17任   | 林錦芳 | 1999年3月18日～2001年11月5日   |
| 第18任   | 吳昭瑩 | 2001年11月5日～2003年12月28日  |
| 第19任   | 黃梅月 | 2003年12月29日～2005年10月30日 |
| 第20任   | 茆臺雲 | 2005年10月31日～2009年12月30日 |
| 第21任   | 蔡烱燉 | 2009年12月31日～2011年10月30日 |
| 第22任   | 江德千 | 2011年10月31日～2017年10月30日 |
| 第23任   | 周煙平 | 2017年10月30日～2021年12月26日 |
| 第24任   | 梁玉芬 | 2021年12月27日～迄今           |

## 管轄區域
| 庭區       | 管轄區域                                                                                                | 備註                                                                 |
| ---------- | --- | -------------------------------------------------------------------- |
| 新竹簡易庭 | 新竹市東區 新竹市北區 新竹市香山區                                                                      | 簡易庭受理第一審民、刑事訴訟簡易事件及違反社會秩序維護法案件之審理。 |
| 竹北簡易庭 | 新竹縣竹北市 新竹縣湖口鄉 新竹縣新豐鄉 新竹縣新埔鎮 新竹縣關西鎮                                        | 簡易庭受理第一審民、刑事訴訟簡易事件及違反社會秩序維護法案件之審理。 |
| 竹東簡易庭 | 新竹縣竹東鎮 新竹縣芎林鄉 新竹縣寶山鄉 新竹縣北埔鄉 新竹縣峨眉鄉 新竹縣橫山鄉 新竹縣五峰鄉 新竹縣尖石鄉 | 簡易庭受理第一審民、刑事訴訟簡易事件及違反社會秩序維護法案件之審理。 |

## 組織
- 院長

### 一般行政
- 公設辯護人
- 調查保護室
- 書記處
  - 少年紀錄科
  - 刑事紀錄科
  - 民事紀錄科
  - 民執紀錄科
  - 法官助理
  - 總務科
  - 研考科
  - 文書科
  - 訴訟輔導科
  - 通譯室
  - 法警室
- 公證處
- 提存所
- 登記處
- 人事室
- 會計室
- 統計室
- 資訊室
- 政風室

### 審判行政
- 少家庭
- 刑事庭
- 民事庭
- 民事執行處
- 竹北簡易庭
- 竹東簡易庭

## 特色
- 本院轄區人口為1,026,639人（2021年8月），是中華民國所轄人口排行第10的地方法院。
- 本院於2000年經清查發現301冊日治時期司法文書，包括民事判決原本、公證書原本及各種登記簿等。

## 曾經審理之重大案件
- 吳新華集團連續強盜殺人案
- 陸正案
- 清大王水溶屍案，又名洪曉慧事件
- 和艦案（聯華電子榮譽董事長曹興誠被控違法投資案）
- 彭建源卡拉OK縱火案

## 週邊
- 新竹縣政府
- 新竹縣竹北市興隆國民小學
- 新竹縣竹北市六家國民小學
- 新竹縣竹北市光明國民小學
- 新竹縣竹北市十興國民小學
- 新竹縣立成功國民中學
- 新竹縣立體育館
- 新瓦屋客家文化保存區
- 國道一號竹北交流道
- 縣道120號（光明六路東一段）
- 縣道117號（自強南路）
- 東元綜合醫院
- 新竹喜來登大飯店